# ويني برانستيتر
ويني إستيل برانستيتر (19 مارس 1879 - 15 نوفمبر 1960) مناصرة أمريكية لحق تصويت المرأة وكاتبة وسياسية في الحزب الاشتراكي الأمريكي. رتبت برانستيتر لإقامة الحزب الاشتراكي الأمريكي في أوكلاهوما ونيومكسيكو وإلينوي، وكانت أول أمينة للحزب الاشتراكي في نيومكسيكو.
كانت مرشحة الحزب الاشتراكي، في عام 1910، لمفوضية الأعمال الخيرية والإصلاح في ولاية أوكلاهوما. كانت نشطة في جمعية نساء أوكلاهوما لحقوق التصويت، إذ شغلت منصب نائب الرئيس لمدة ثلاث سنوات، ونشطت في لجنة النساء الوطنية ذات التوجهات الاشتراكية، حيث عملت كموظفة في عام 1913. كتبت لمجلة ذا سوشالست وومان.

## النشأة والزواج والعائلة
وُلدت ويني إستيل شيرلي في هيك سيتي بولاية ميزوري، في 19 مارس 1879، لأمبروس وغيرترود براثر شيرلي. أقامت ويني مع والدها في مقاطعة كليفلاند على أرض تملّكها إبان الهجوم على الأراضي لعام 1889، قبل أن تنتقل إلى كانساس سيتي في عام 1890. التحقت بمدارس كانساس سيتي وعملت بائعة في متجر حتى التقت بأوتو برانستيتر وتزوجته عام 1899. انتقل المتزوجان حديثًا إلى أرض عائلتها في مقاطعة كليفلاند في عام 1900. انتقل الزوجان إلى نورمان بأوكلاهوما (حينئذ نورمان، إقليم أوكلاهوما) في عام 1904. أنجبا طفلتين، هما غيرترود وتيريزا.

## الحياة المهنية
انتُخبت برانستيتر، في عام 1908، أمينة للحزب الاشتراكي في ولاية أوكلاهوما وكانت مندوبتهم في المؤتمر الوطني للحزب الاشتراكي الأمريكي. كانت واحدة من 19 امرأة انتُخبن مندوبات في المؤتمر المنعقد عام 1908. كانت إحدى الأعضاء المؤسسين للجنة النساء الوطنية داخل الحزب وشغلت منصب الأمينة الوطنية بها.

### نيومكسيكو
انتقلت برانستيتر إلى روزويل بولاية نيومكسيكو، بعد المؤتمر في عام 1908، مع ابنتيها لتتملك أرضًا وتؤسس الحزب الاشتراكي في نيومكسيكو وتشغل منصب الأمينة الأولى للحزب الجديد. شغلت هذا المنصب بين فبراير 1908 وأغسطس 1909. كانت مرشحة حزبها لمنصب مفتشة المدارس في إيستانيكا بولاية نيومكسيكو عام 1908. باعت مزرعتها في نيومكسيكو، بعدما نالت موافقة الحصول على الأرض في سبتمبر 1909، ثم عادت إلى ولاية أوكلاهوما.

### العودة إلى أوكلاهوما
كانت مندوبة عن ولاية أوكلاهوما، في عام 1910، في مؤتمر الحزب الاشتراكي الأمريكي. عملت، في العام نفسه، كمحررة مشاركة في صحيفة ذا أوكلاهوما بيونير وكانت مرشحة الحزب الاشتراكي لمفوضية الأعمال الخيرية والإصلاح في ولاية أوكلاهوما. حلت في المركز الثالث خلف مرشحي الأحزاب الديمقراطية والجمهورية. انتُخبت عام 1911 للجنة التنفيذية ولجنة النساء الوطنية للحزب. كانت مندوبة عن ولاية أوكلاهوما عام 1912، في المؤتمر الوطني لحقوق الاقتراع في فيلادلفيا. كانت إحدى ناشطات حق تصويت المرأة وشغلت منصب نائب رئيس جمعية نساء أوكلاهوما لحقوق التصويت لثلاث سنوات.

### شيكاغو والسنوات لاحقة
انتقلت مع زوجها إلى شيكاغو في عام 1913 حيث استمرت في عملها كموظفة ضمن لجنة النساء الوطنية. كانت برانستيتر، أثناء الحرب العالمية الأولى، وسيطًا للمكتب الوطني للمعتقلين الاشتراكيين المناهضين للحرب ممن احتُجزوا في ليفنوورث بولاية كانساس. انتُدبت، عام 1921 لتمثيل مقاطعة كوك في مؤتمر منظمة العفو الدولية في واشنطن العاصمة.